# Латыпов, Нурали Нурисламович
Нурали Нурисламович Латыпов (1 июля 1954, Маргилан, Ферганская область, Узбекская ССР, СССР) — журналист, политический и научный консультант. Участник телепередачи «Что? Где? Когда?», игрок команды Андрея Каморина, обладатель первой в истории клуба «Что? Где? Когда?» «Хрустальной Совы». Кандидат философских наук.

## Биография

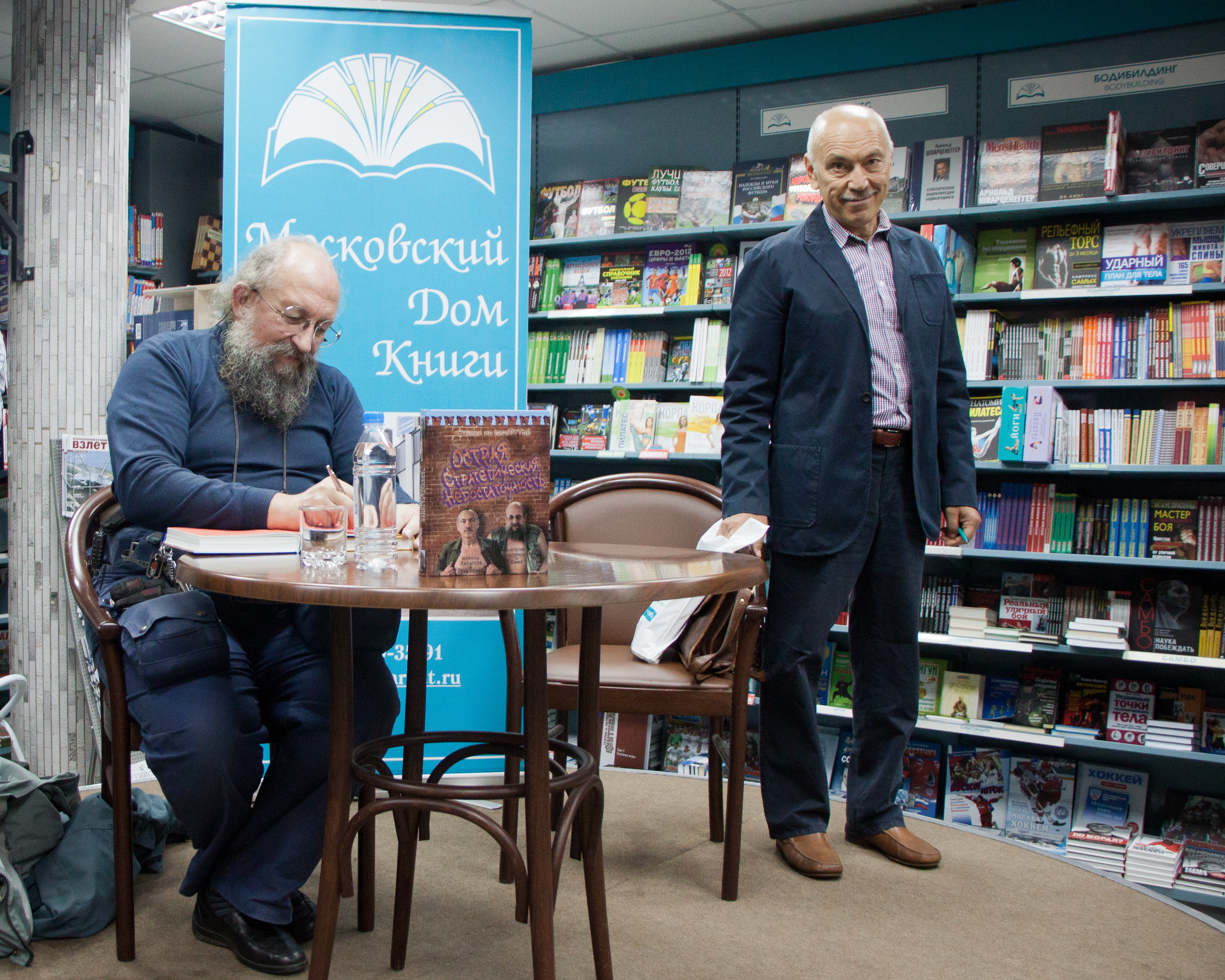
Нурали Латыпов и Анатолий Вассерман

Родился в семье учителей в Узбекистане. Окончил Ростовский государственный университет (биологический и физический факультеты), очную аспирантуру кафедры философии естественных наук МГУ им. Ломоносова. Специализация: нейрофизиолог (нейрокибернетик), методолог. Кандидат философских наук.
Работал политическим обозревателем ЦК ВЛКСМ, советником председателя правительства РФ И. С. Силаева, вице-президентом Московской товарной биржи, советником вице-премьера по региональной и национальной политике С. М. Шахрая, вице-президентом «Банка Москвы», советником по инновационным технологиям мэра Москвы Ю. М. Лужкова. С 2011 по 2014 год — эксперт ООО «ЛУКойл-Инжиниринг». В настоящее время заведует «Лабораторией нелинейных решений», консультант «Фонда содействия технологиям XXI века», директор Института стратегического мониторинга.
Лауреат литературной премии «Золотой телёнок» «Литературной газеты» («Клуба 12 стульев») (1980), 12-кратный обладатель Гран-при международных выставок карикатур. Автор ряда изобретений в области электронных коммуникаций.
С 2007 по 2010 год участвовал в телепередаче «Мнение знатоков» на телеканале «Столица», являясь ведущим раздела «Взгляд Нурали Латыпова».
Выдвигался в Госдуму в 2003 году по списку партии СЛОН.
Делегат Всемирного конгресса татар 1992 года.
Отрицает антропогенный характер[уточнить] глобального потепления.

## Монографии
- Закономерности математизации науки (диссертация). — М., 1983.
- Вакуум, элементарные частицы и Вселенная / В соавторстве с В. Бейлиным и Г. Верешковым. — М.: Изд-во МГУ, 2001. — ISBN 5-211-04484-3.
- Основы интеллектуального тренинга. Минута на размышление. — СПб.: Изд-во «Питер», 2005. — ISBN 5-469-00174-1.
- Путеводитель по извилинам. Тренинг интеллекта. — М.: Вече, 2010. — 408 с. — ISBN 978-5-9533-5124-9. В книге делается попытка сфокусировать лучшие методики по развитию способностей мозга и повышению КПД интеллекта. В книге удачно скомпонованы теория и практика по тренингу творческих возможностей человека[7].
- Самые интересные факты, люди и казусы всемирной истории, отобранные знатоками / В соавторстве с А. Вассерманом. — М.: Астрель: Полиграфиздат, 2012. — ISBN 978-5-271-40309-5.
- Реакция Вассермана и Латыпова на мифы, легенды и другие шутки истории / В соавторстве с А. Вассерманом. — М.: Астрель: Полиграфиздат, 2012. ISBN 978-5-271-44085-4.
- Острая стратегическая недостаточность. Страна на ПереПутье / В соавторстве с А. Вассерманом. — М.: ООО «АСТ»: Астрель: Полиграфиздат, 2012. — ISBN 978-5-271-43934-6.
- Инженерная эвристика / В соавторстве с С. Ёлкиным и Д. Гавриловым; под ред. А. Вассермана. — М.: Астрель, 2012. — 320 с. — ISBN 978-5-271-45137-9 и ISBN 978-5-271-45145-4.
- Самоучитель игры на извилинах / В соавторстве с С. Ёлкиным и Д. Гавриловым; под ред. А. Вассермана. — М.: ООО «АСТ», 2012. — 320 с. — ISBN 978-5-17-077065-6.
- Турбулентное мышление / В соавторстве с Д. Гавриловым и С. Ёлкиным; под ред. А. Вассермана. — М.: ООО «АСТ», 2013. — 352 с. — ISBN 978-5-17-078025-9; ISBN 978-5-17-078031-0.
- Монологи эпохи. Факты и факты / В соавторстве с А. Вассерманом. — М.: ООО «АСТ», 2013. — 352 с. ISBN 978-5-17-007530-9.
- Бигуди для извилин. Возьми от мозга всё! — М.: ООО «АСТ», 2014. — 352 с. — ISBN 978-5-17-087281-7.
- 4,51 Стратагемы для Путина / В соавторстве с А. Вассерманом. — М.: ООО «АСТ», 2014. — 320 с. — ISBN 978-5-271-43934-6.
- Заговор Англии против России. От Маркса до Обамы / Пред. Юрия Лужкова, Анатолия Вассермана. — М.: ООО «АСТ», 2015. — 320 с. — ISBN 9785170876631.
- Нурали-Баба и сорок вирусов-разбойников. – М.: Вече, 2022. – 304 с.